# 위즈덤 (프로게이머)
위즈덤(본명: 김태완, 1995년 12월 23일 ~ )은 대한민국의 전직 리그 오브 레전드 프로게이머이다. 선수 시절 아이디는 Wisdom, 포지션은 정글이었다.

## 선수 생활
2013년 에일리언웨어 아레나에 입단하면서 프로 커리어를 시작했다.
2014년 5월, Incredible Miracle의 2팀에 입단했다. 서머 시즌 팀의 주전 정글러로 활동했다. 2015시즌을 앞두고 IM의 통합팀에 합류했다. 스프링 시즌 팀의 주전으로 활약했지만 손목 터널 증후군을 앓게 되면서 스프링 1라운드 종료 이후 휴식을 취했다.
2015년 5월, KOO 타이거즈에 입단했다. 서머 시즌 호진과 주전 경쟁을 하면서 좋은 모습을 보여주었지만 시즌이 진행될 수록 부진했으며 호진에게 주전을 빼았겼다.
2016년 2월, 자이언츠 게이밍에 입단했다. 스프링 시즌 팀의 잔류에 기여했다.
2016년 5월, 미스핏츠에 입단했다.
2017시즌을 앞두고 오리진에 입단했다. 하지만 좋지 못한 모습을 보여주었다.
2017년 5월, 팀 오로라에 입단했다. 2018 윈터 시즌 좋은 모습을 보여주었다. 하지만 2018 서머 시즌에서는 좋지 못한 경기력을 보여주면서 서브 선수로 밀려났다. 2018시즌 종료 후 팀에서 퇴단했다.

## 소속팀
| # | 팀명                   | 소속 기간             | 소속 리그 | 비고 |
| - | ---------------------- | --------------------- | --------- | ---- |
| 1 | 에일리언웨어 아레나    | 2013~2014             | LCK       |      |
| 2 | Incredible Miracle 2팀 | 2014.05.27~2015.02.25 | LCK       |      |
| 3 | KOO 타이거즈           | 2015.05.19~2015.12.07 | LCK       |      |
| 4 | 자이언츠 게이밍        | 2016.02.29~2016.04.26 | LEC       |      |
| 5 | 미스핏츠 게이밍        | 2016.05.18~2016.11.16 | EUCS      |      |
| 6 | 오리진                 | 2017.01.02~2017.03.13 | LEC       |      |
| 7 | 팀 오로라              | 2017.05.16~2018.12.24 | TCL       |      |

## 수상 내역
- 리그 오브 레전드 월드 챔피언십 2015 준우승